# Hovsta socken
Hovsta socken i Närke ingick i Örebro härad, ingår sedan 1971 i Örebro kommun och motsvarar från 2016 Hovsta distrikt.
Socknens areal är 27,85 kvadratkilometer land. År 2000 fanns här 5 694 invånare. Tätorten och stadsdelen Hovsta ligger inom denna socken. I Lillån i norra delen av tätorten Örebro ligger Hovsta kyrka.

## Administrativ historik
Hovsta socken har medeltida ursprung. 
Vid kommunreformen 1862 övergick socknens ansvar för de kyrkliga frågorna till Hovsta församling och för de borgerliga frågorna till Hovsta landskommun. Landskommunen inkorporerades 1952 i Axbergs landskommun som 1971 uppgick i Örebro kommun. Församlingen uppgick 2002 i Axbergs församling.
1 januari 2016 inrättades distriktet Hovsta, med samma omfattning som församlingen hade 1999/2000.  
Socknen har tillhört fögderier, tingslag och domsagor enligt vad som beskrivs i artikeln Närke. De indelta soldaterna tillhörde Livregementets husarkår, Örebro skvadron.

## Geografi
Hovsta socken ligger norr om Örebro med sjön Lången i nordväst och omkring ån Lillån. Socknen består av slättbygd kring ån och sjön och är i övrigt en småkuperad skogsbygd.
Socknen gränsar i norr till Axbergs socken, i öster till Glanshammars härad (Rinkaby socken), i söder till Längbro socken och Örebro stad, samt i väster till Ekers socken och Kils socken. Den enda herrgården i socknen är Kåvi, som ligger på västra sidan om sjön Lången. Orter i socknen är Lillån, Förlunda, Yxta, Tjusebotorp, Kåvi, Kårsta och större delen av Hovsta.
Genom socknen löper i nord-sydlig riktning Örebroåsen. I öster ligger Kränglans skogsmarker. Örebro kommunfullmäktige beslutade i maj 2010 om att inrätta fjorton nya tätortsnära naturreservat. Två av dessa ligger i Hovsta socken, nämligen Hässelbyskogen och Gladarberget.

## Fornlämningar
Ett gravfält och spridda gravar från järnåldern är funna samt ett par domarringar och bautastenar.

## Namnet
Namnet (1304 Hosto, 1335 Hoostæ) kommer från kyrkbyn. Efterleden är -sta, 'plats, ställe'. Förleden är enligt en något osäker tolkning mansnamnet Ho(r)/Ho(e) som betyder hór, 'hög'.
Före 1 november 1913 skrevs namnet Hofsta socken.

## Befolkningsutveckling
| Befolkningsutvecklingen i Hovsta socken 1810–1990                                                       | Befolkningsutvecklingen i Hovsta socken 1810–1990 | Befolkningsutvecklingen i Hovsta socken 1810–1990 | Befolkningsutvecklingen i Hovsta socken 1810–1990 | Befolkningsutvecklingen i Hovsta socken 1810–1990 |
| --- | ------------------------------------------------- | ------------------------------------------------- | ------------------------------------------------- | ------------------------------------------------- |
| |                                                   |                                                   |                                                   |                                                   |
| År |                                                   |                                                   | Folkmängd                                         |                                                   |
| 1810 | 1810                                              |                                                   | 512                                               |                                                   |
| 1820 | 1820                                              |                                                   | 547                                               |                                                   |
| 1830 | 1830                                              |                                                   | 630                                               |                                                   |
| 1840 | 1840                                              |                                                   | 759                                               |                                                   |
| 1850 | 1850                                              |                                                   | 821                                               |                                                   |
| 1860 | 1860                                              |                                                   | 939                                               |                                                   |
| 1870 | 1870                                              |                                                   | 900                                               |                                                   |
| 1880 | 1880                                              |                                                   | 827                                               |                                                   |
| 1890 | 1890                                              |                                                   | 735                                               |                                                   |
| 1900 | 1900                                              |                                                   | 725                                               |                                                   |
| 1910 | 1910                                              |                                                   | 718                                               |                                                   |
| 1920 | 1920                                              |                                                   | 840                                               |                                                   |
| 1930 | 1930                                              |                                                   | 1 016                                             |                                                   |
| 1940 | 1940                                              |                                                   | 1 131                                             |                                                   |
| 1950 | 1950                                              |                                                   | 1 310                                             |                                                   |
| 1960 | 1960                                              |                                                   | 1 434                                             |                                                   |
| 1970 | 1970                                              |                                                   | 2 590                                             |                                                   |
| 1980 | 1980                                              |                                                   | 5 016                                             |                                                   |
| 1990 | 1990                                              |                                                   | 5 491                                             |                                                   |
| Anm: Källor: Umeå universitet - Tabellverket 1749-1859, Demografiska databasen, CEDAR, Umeå universitet |                                                   |                                                   |                                                   |                                                   |